# Immagine solida
L'immagine solida è un prodotto della geomatica che consente di ottenere informazioni tridimensionali da una singola immagine bidimensionale.

## Il concetto di Immagine solida (the solid image)
L'immagine solida è un prodotto di integrazione tra immagine digitale e modello di forma tridimensionale di tipo denso (DDSM) prodotto da sensori laser a scansione (laser scanner) o da tecniche di fotogrammetria digitale che mantiene completamente intatte le caratteristiche geometriche e radiometriche dell'immagine digitale e permette la gestione contemporanea di tutte le informazioni tridimensionali geometriche dell'oggetto.
L'immagine solida si presenta all'utente come una classica immagine digitale ad alta risoluzione (prospettica, non ortorettificata, RGB), integrata con una matrice numerica della stessa dimensione e risoluzione, che contiene l'informazione metrica tridimensionale dell'oggetto rilevato. Ad ogni pixel è associata l'informazione sulla relativa posizione espressa in coordinate tridimensionali in un determinato sistema di riferimento.
Semplicemente posizionando il cursore del mouse su un punto qualsiasi dell'immagine solida, utilizzando un apposito visualizzatore, sono mostrate in tempo reale le coordinate del punto collimato. Allo stesso modo è possibile utilizzare l'immagine solida per effettuare misura di angoli e distanze tridimensionali, si possono determinare aree e generare sezioni e profili, senza alcun ausilio di tecniche di visione tridimensionali.

## L'idea nasce nel 2003
Il concetto di Immagine solida ed i primi risultati ottenuti sono stati presentati all'incontro internazionale ISPRS (International Society for Photogrammetry and Remote Sensing - )com. V, Ancona, Italia 01-03 July, 2003 e al CIPA 2003 XIXth Symposium – Antalya, Turchia 30 settembre - 4 ottobre 2003.
L'idea iniziale è del Prof. Sergio Dequal, DITAG - Dipartimento di Ingegneria del Territorio, dell'Ambiente e delle Geotecnlogie del Politecnico di Torino (), in seguito sviluppata in collaborazione con un gruppo di ricercatori del DITAG del Politecnico di Torino. (Prof. Fulvio Rinaudo, Prof. Andrea Lingua, Dott. Leandro Bornaz)